# Felde (Schalksmühle)
Felde ist ein Ortsteil in der Gemeinde Schalksmühle im Märkischen Kreis im Regierungsbezirk Arnsberg in Nordrhein-Westfalen (Deutschland).

## Lage und Beschreibung
Der Wohnplatz befindet sich auf der Schalksmühler Hochfläche südöstlich von Everinghausen nahe der Stadtgrenze zu Hagen. Der Ort ist über eine Zufahrt von der Landesstraße 561 erreichbar.
Weitere Nachbarorte auf dem Schalksmühler Gemeindegebiet sind Everinghauserheide, Mesewinkel, Haue, Mummeshohl, Berkey, Siepen, Ramsloh, Westhöhe, Spormecke, Davidshöhe, Wilfesche, Harrenscheid, Holthausen, Muhlerhagen und die Wüstung Hilmecke, sowie Lindenteich auf Hagener Stadtgebiet.

## Geschichte
Felde gehörte bis zum 19. Jahrhundert der Midder Bauerschaft des Kirchspiels Hülscheid an und war 1839 Teil der Gemeinde Hülscheid in der Bürgermeisterei Halver im Kreis Altena. Der laut der Ortschafts- und Entfernungs-Tabelle des Regierungs-Bezirks Arnsberg unter dem Namen im Felde als Kotten kategorisierte Ort besaß 1839 ein Wohnhaus. Zu dieser Zeit lebten fünf Einwohner im Ort, allesamt evangelischen Bekenntnisses.
1844 wurde die Gemeinde Hülscheid mit Felde von dem Amt Halver abgespaltet und dem neu gegründeten Amt Lüdenscheid zugewiesen.
Der Ort ist auf der Preußischen Uraufnahme von 1840 fälschlicherweise als Berke verzeichnet. Auch auf der Preußischen Neuaufnahme von 1892 und der Nachfolgeausgabe ist der Ort auf Messtischblättern der TK25 falsch beschriftet, ab der Ausgabe 1921 dann durchgehend als Felde.
Die Gemeinde- und Gutbezirksstatistik der Provinz Westfalen führt 1871 den Ort als Kotten unter dem Namen Felde mit einem Wohnhaus und neun Einwohnern auf.  Das Gemeindelexikon für die Provinz Westfalen gibt 1885 für Felde eine Zahl von sechs Einwohnern an, die in einem Wohnhaus lebten. 1895 besitzt der Ort unter dem Namen Felde ein Wohnhaus mit zehn Einwohnern, 1905 werden ein Wohnhaus und sechs Einwohner angegeben.
1969 wurden die Gemeinden Hülscheid und Schalksmühle zur amtsfreien Großgemeinde (Einheitsgemeinde) Schalksmühle im Kreis Altena zusammengeschlossen und Felde gehört seitdem politisch zu Schalksmühle, das 1975 auf Grund des Sauerland/Paderborn-Gesetzes Teil des neu geschaffenen Märkischen Kreises wurde.